# Rossjön, Jämtland
Rossjön är en sjö i Bräcke kommun och Östersunds kommun i Jämtland och ingår i Ljungans huvudavrinningsområde. Sjön har en area på 0,194 kvadratkilometer och ligger 362 meter över havet.

## Delavrinningsområde
Rossjön ingår i det delavrinningsområde (699618-146708) som SMHI kallar för Inloppet i Stor-Gässlingen. Medelhöjden är 370 meter över havet och ytan är 14,19 kvadratkilometer. Det finns inga avrinningsområden uppströms utan avrinningsområdet är högsta punkten. Gålösån som avvattnar avrinningsområdet har biflödesordning 3, vilket innebär att vattnet flödar genom totalt 3 vattendrag innan det når havet efter 217 kilometer. Avrinningsområdet består mestadels av skog (74 procent) och sankmarker (11 procent). Avrinningsområdet har 0,64 kvadratkilometer vattenytor vilket ger det en sjöprocent på 4,5 procent.